# Qaḑā' Burmā
Qaḑā' Burmā (arabiska: قضاء برما) är en kommun i Jordanien.   Den ligger i guvernementet Jerash, i den norra delen av landet, 30 km nordväst om huvudstaden Amman.